# Felipe de Schleswig-Holstein-Sonderburg-Glücksburg
Felipe de Schleswig-Holstein-Glücksburg (15 de marzo de 1584-27 de septiembre de 1663) fue el primer duque de Schleswig-Holstein-Glücksburg después de la muerte de su padre en 1622. Era el hijo del duque Juan II de Schleswig-Holstein-Sonderburg y de la duquesa Isabel de Brunswick-Grubenhagen.

## Biografía
Casi duplicó sus posesiones e hizo todo lo posible para aumentar sus rendimientos. Políticamente siguió siendo insignificante, pero logró organizar para sus hijas matrimonios políticamente ventajosos.
A la muerte de su hermano, el duque Cristián de Schleswig-Holstein, en Ærø en 1633, heredó también esa isla, así como la ciudad de Koping (Ærøskøbing), el distrito de Wuderup (Vodrup) y el dominio de Gravenstein (Gråsten). Ese año, sin embargo, cedió este último a su hermano mayor, el duque Federico de Schleswig-Holstein-Sønderburg-Norburg, quien había permanecido sin territorios hasta que heredó Norburg en 1624 a la muerte de su hermano mayor, el duque Juan Adolfo. Federico, sin embargo, devolvió Gravenstein a Felipe en 1635 o 1636. El infantazgo de Æero permaneció hereditario en la rama de la dinastía de Felipe hasta que fue adquirido por su pariente Federico V de Dinamarca en 1749, quien lo disolvió como fideicomiso en 1767. Felipe también adquirió el dominio de Freinwillen en Schleswig que dio a su soltera hija menor (superviviente), Eduviges (1640-1671). En 1648 Felipe compró, de Hans von Ahlefeld, otro dominio llamado Gravenstein localizado al norte  de Sundeved del fiordo de Flensburg. No lo retuvo como parte del ducado, sino que lo revendió en 1662 a Federico de von Ahlefeld.

## Matrimonio e hijos
El 23 de mayo de 1624, Felipe contrajo matrimonio con Sofía Eduviges de Sajonia-Lauenburgo (1601-1660), hija del duque Francisco II de Sajonia-Lauenburgo. Tuvieron los siguientes hijos:
- Duque Juan de Schleswig-Holstein-Glücksburg (23 de julio de 1625-4 de diciembre de 1640)
- Duque Francisco de Schleswig-Holstein-Glücksburg (20 de agosto de 1626-3 de agosto de 1651)
- Cristián (19 de junio de 1627-17 de noviembre de 1698); desposó, en primeras nupcias, a Sibila Úrsula, hija de Augusto de Brunswick-Wolfenbüttel, el Joven; desposó en segundas nupcias a Inés Eduviges de Schleswig-Holstein-Sonderburg-Plön, hija del duque Joaquín Ernesto de Schleswig-Holstein-Sonderburg-Plön; Cristián e Inés tuvieron un hijo, el duque Felipe Ernesto de Schleswig-Holstein-Glücksburg (1673-1729), quien desposó a la única hija del duque Cristián de Sajonia-Eisenberg, con descendencia.
- Duquesa María Isabel de Schleswig-Holstein-Sonderburg-Glücksburg (1628-1664); desposó al márgrave Jorge Alberto de Brandeburgo-Kulmbach.
- Duque Carlos Alberto de Schleswig-Holstein-Glücksburg (11 de septiembre de 1629-26 de noviembre de 1631)
- Duquesa Sofía Eduviges de Schleswig-Holstein-Sonderburg-Glücksburg (7 de octubre de 1630-27 de septiembre de 1652); desposó al duque Mauricio de Sajonia-Zeitz.
- Duque Adolfo de Schleswig-Holstein-Glücksburg (21 de octubre de 1631-7 de febrero de 1658)
- Duquesa Augusta (27 de junio de 1633-26 de mayo de 1701); desposó al duque Ernesto Gunter de Schleswig-Holstein-Sonderburg-Augustenburg.
- Duquesa Cristiana de Schleswig-Holstein-Sonderburg-Glücksburg (22 de septiembre de 1634-20 de mayo de 1701); desposó al duque Cristián I de Sajonia-Merseburg.
- Duquesa Sofía Dorotea de Schleswig-Holstein-Sonderburg-Glücksburg (28 de septiembre de 1636-6 de agosto de 1691); desposó al duque Cristián Luis de Brunswick-Luneburgo.
- Duquesa Magdalena de Schleswig-Holstein-Glücksburg (27 de febrero de 1639-21 de marzo de 1640)
- Duquesa Eduviges de Schleswig-Holstein-Glücksburg (21 de marzo de 1640-31 de enero de 1671)
- Duquesa Ana Sabina de Schleswig-Holstein-Glücksburg (10 de octubre de 1641-20 de julio de 1642)
- Duquesa Ana de Schleswig-Holstein-Glücksburg (14 de enero de 1643-24 de febrero de 1644)